# Heiko Maas
Heiko Maas (ur. 19 września 1966 w Saarlouis) – niemiecki polityk i prawnik, działacz Socjaldemokratycznej Partii Niemiec (SPD), minister w rządzie krajowym Saary, deputowany do Bundestagu, w rządzie federalnym minister sprawiedliwości (2013–2018) oraz minister spraw zagranicznych (2018–2021).

## Życiorys
Po ukończeniu szkoły średniej pracował w fabryce Ford Motor Company w swojej rodzinnej miejscowości. W latach 1989–1996 studiował prawo na Uniwersytecie Kraju Saary oraz zdał państwowe egzaminy prawnicze I i II stopnia. W 1989 został członkiem Socjaldemokratycznej Partii Niemiec. W 1994 został wybrany po raz pierwszy do landtagu Saary. W latach 1996–1998 był sekretarzem stanu w regionalnym ministerstwie środowiska, energii i transportu, następnie do 1999 pełnił funkcję ministra tego resortu w gabinecie Reinharda Klimmta. W 1999 socjaldemokraci w regionie przeszli do opozycji. Heiko Maas powrócił do wykonywania mandatu poselskiego, stając na czele frakcji deputowanych SPD w landtagu. W 2000 został również przewodniczącym swojej partii w Kraju Saary. W 2012, po wyborach regionalnych, dołączył do tworzonego przez tzw. wielką koalicję rządu krajowego Annegret Kramp-Karrenbauer, obejmując w nim funkcje wicepremiera oraz ministra spraw gospodarczych, pracy, energii i transportu.
W grudniu 2013 przeszedł do pracy w rządzie federalnym. W trzecim gabinecie Angeli Merkel otrzymał stanowisko ministra sprawiedliwości i ochrony konsumentów. W 2017 i 2021 uzyskiwał mandat deputowanego do Bundestagu.
14 marca 2018 został ministrem spraw zagranicznych w czwartym gabinecie dotychczasowej kanclerz Angeli Merkel. Zakończył urzędowanie 8 grudnia 2021, gdy zastąpiła go Annalena Baerbock.

## Życie prywatne
Żonaty z Corinną, z którą ma dwóch synów. Od 2016 w separacji z żoną. Jego partnerką życiową została później aktorka Natalia Wörner.